# Стивен Карингтон
Стивен Данијел Карингтон је измишљени лик из сапунице ударног термина Династија. Стивен је забележен један од најранијих главних ликова хомосексуалаца на америчкој телевизији. Упркос препознавању да је хомосексуалац, Стивен је имао везе и са мушкарцима и са женама током серије.
Улогу је првобитно тумачио Ал Корли од прве епизоде серије 1981. године, али ју је напустио на крају 2. сезоне 1982. године пошто се пожалио на Стивеново „стално мењање полног опредељења” и јер је хтео „да ради и друго”. Лик је онда преузео Џек Колман, а промена изгледа лика је објашњена пластичном операцијом због праска на нафтној бушотини. Колман је остао у серији до 1988. године, али се Корли вратио улози 1991. године у мини серији Династија: На окупу јер Колман није могао да се врати због сукоба у распореду.
У римејку из 2017. године, Стивена је глумио глумац Џејмс МекКеј.

## Утицај и критике

### Прављење телевизијске повести
Стивен је назван првим ликом који је отворено хомосексуалац у драми ударног термина и остао је познат као један од најстаријих ликова хомосексуалаца на телевизији. Сузана Данута Волтерсе је написала да ће због лика „у аналима геј телевизијске повести, 80-те бити запамћене као године Династије”. У почетку као син једини син Блејка Карингтона (Џон Форсајт), „згодна плава комадина” Стивен је био главни лик стављан у горуће приче током целе серије. Као супротност његовим безобзирним и забринутим родитељима и лакој сестри, лик је приказан као „скрупулозна савест породице”. Ипак, он је објашњен првенствено због свог полног опредељења, борбе против истог и сукоба које је оно стварало у породици.

### Предност и извршност
Корли је рекао: „Оно што ме је привукло је да играм хомосексуалца. Једини телевизијски лик хомосексуалац за кога сам тада знао је био лик Билија Кристала Џоди Далас из АБЦ-ове серије Сапуница која је била црна комедија”. Једна од твораца серије Естер Шапиро је рекла 1981. године за часопис Штитоноша да је лик Стивена „увек био и увек ће бити геј”, али је објаснила да је у почетку хтела да он буде збуњен својим полним опредељењем током прве две сезоне пре него што у трећој на крају постане „лик који је чисти хомосексуалац”. Када је Династија постала једна од 20 најгледанијих серија ударног термина после друге сезоне и на крају постала 1. 1985. године, Стивен „је имао огромну предност да разбије уобичајене стереотипе”, а живот „је могао да му буде објашњен у причама где [његово] опредељење није нужно морало да буде тешкоћа”. Ипак, било је примећено да са мешањем мреже „Стандарди емитовања и праксе” и „притисака верских права” ова предност никада није у потпуности остварена. Волтерсова је написала да је Стивен, одлучно мушки и дубоко узнемираван због опредељења, доводио гледаоце на „Холивудски обилазак хомосексуалности” осам сезона од „мученог случаја у ормару до излеченог супруга хетеросексуалца и на крају до магловитог отприлике хомосексуалца и поноса.” Додала је да „упорни покушаји лика да заволи жене и тврдо избегавање сваког геј миљеа и културе” оцртају Династију као „са манама и угрожену”, али знање да је серија остала стуб геј иконографије упркос томе што јој је главни лик хомосексуалац био „тежак узор самоприхватања и поноса”.
У изјави за часопис ТВ водич, Џек Колман је рекао да је имати главног лика хомосексуалца у серији ударног термина 80-тих „било поприлично изазовно тада. Ја мислим да је једини други лик хомосексуалца тада био лик Билија Кристала у Сапуници, а то је била комедија. Али [Стивен] је био много бојажљив по данашњим стандардима, поготово кад се погледа шта има на кабловској, с' обзиром на Л свет, Педери као народ и сличне серије. Династија сада делује као недоступни див.” Износећи опаске на Стивенову везу са Луком Фулером (кога је тумачио Били Кембел), Колман је додао: „Она је била некако као Дона Рид Шоу у поређењу са четири ноге које су стајале на поду, нико је у ствари није дирао.”

### Наслеђе
Такође је указано да је повећани број ликова хомосексуалаца као што је Стивен у серијама касних 70-тих и 80-тих (који су постојали како би опустили друштвена реаговања и Стонвлоску побуну 1969. године) подстакао зазор код „фундаменталиста који су се жалили на то”, а до пролећа 1991. године није било ликова хомосексуалаца уопште. То је на крају довело до обрнуте моде, а Елен Деџенерес је позвала на излазак из ормара 1997. године па је касније почео „стални талас... добро развијених троразмерних ликова педера и лезбијки” на телевизији и местимично су се „отворила врата” 2000-тих. Дејвид Битлер са МТВ-овог ЛГБТ канала "Лого" је рекао 2005. године да је „данашња омладина више навикнута да види лик хомосексуалца на телевизији јер се виђење геј културе само повећало за последњих 10-15 година”, а увођење ликова педера и лезбијки у серијама као што су Досонова поток, Бафи, убица вампира, Прави свет и Друмска правила је постало уобичајено. Поредивши Стивенов сукоб са оцем 1981. године због свог опредењења и излажење из ормара пубертетлије Ендруа Ван де Капма мајци у серији Очајне домаћице, Дејмон Ромин из "ПЛСПК"-а је рекао 2005. године за PlanetOut.com да, иако су и Блејк Карингтон и Бри Ван де Камп охрабривали синове да се „промене”, што није могуће, 1981. године је ово представљено као „озбиљан предлог” док је 2005. та замисао била „смешна”. Ромин је додао: „То је напредак, иако морамо још да много да напредујемо”. У истом чланку је Џени Стјуарт из PlanetOut.com поставила питање да ли је Стивен Карингтон „први устанички оставио траг да лик педера мора да се види на телевизији у новом миленијуму или да буде последња прича о уобичајеном хомосексуалности као трагедији.”

## Приче

### Изворна серија (1981−88)

#### 1. сезона
Када је Династија почела 12. јануара 1981. године, Карингтонов наследник Стивен се вратио у Денвер из Њујорка како би присуствовао свадби оца, моћног нафтног тајкуна Блејка Карингтона (Џон Форсајт). Иако појадиности у почетку нису биле јасне, отац и син су били некако отуђени, а поновни сусрет им је био некако чудан. Убрзо је утврђена и динамика породице Карингтон: замишљени и осетљиви Стивен је одбио очев притисак да постане будући вођа његовог царства док његова размажена сестра Фалон боље одговара очевим корацима, а ње је потцењивао−и сматрао мало као пехаром−отац Блејк. Стивену је Фалон посвећена и воли га и видела је разлике оца и сина, али није разумела због чега не могу да се помире. Стивен је, знајући Фалонину оданост оцу, одбијао да јој се отвори. Стивен се спријатељио са Кристал (Линда Еванс), Блејковом бившом тајницом и будућом супругом која се навикава на живот у вили упркос хладним реаговањима Фалон и запослених куће Карингтон. На крају троделне епизоде „Нафта”, Стивен се на крају суочио са оцем и испридиковао на Блејкове капиталистичке вредности и наизглед бескрупулозно пословање. Блејк је пукао и открио Стивенову тајну за коју је он мислио да отац не зна. Блејку се гадио Стивенов педерлук, а његово одбијање да га "схвати" је довело оца и сина у јаз на неко време.
На Блејково незадовољство, Стивен је отишао да ради за Волтера Ланкершима (Дејл Робертсон), мањег нафташа и Блејковог противника и његовог новог ортака Метјуа Блајздела (Бо Хопкинс), свог старог друга и Блејковог бившег запосленог који је раније био у вези са Кристал. Иако је Волтер одвео Стивена у јавну кућу у очинском покушају да реши његову полну збуњеност, њега и Метјуа баш и не занима Стивеново опредељење према мушкарцима, а Метју га је чак бранио од насртаја радника хомофоба са нафтне бушотине. Стивен је пронашао дух разумевања у Метјуовој крхкој супрузи Клаудији (Памела Белвуд) која је покушавала да поврати стари живот после живчаног слома па су се тајно пољубили у епизоди „Возач открива тајну”. Стивену су сместили несрећу на Волтеровој нафтној бушотини па је добио отказ. Касније су му понудили посао назада када је доказана његова невиност, али је он одбио. Када је започео прељубу са Клаудијом у епизоди „Огрлица”, Стивен је одлучио да ради за Блејка у "Денвер−Карингтону". Упркос Фалониним сплеткама да га удаљи, Стивенов бивши дечко Тед Динард (Марк Витерс) се појавио у нади да ће се помирити. Стивен је провео вече са Тедом и убрзо одлучио да мора да раскрсти и са Тедом и са Клаудијом. Док су се Стивен и Тед опраштали у епизоди „Разлаз”, Блејк је ушао и видео их загрљене. Блејк, чија се нетрпељивост према Стивеновом педерлуку претворила у бес, их је бесно раздвојио. Тед је пао и ударио главом, а повреда је била кобна па је Блејк ухапшен и оптужен за убиство.  Бесан и узнемирен, Стивен је сведочио да је Тедова смрт била исход зле намере што је разбеснело и Блејка и Фалон. Изненадни сведок тужилаштва под велом се појавио на крају сезоне у епизоди „Исказ”, а Фалон је задрхтала и рекла: "О, боже, то је мама".

#### 2. сезона
На почетку друге сезоне у епизоди „Долази Алексис”, Блејкова бивша супруга Алексис Карингтон (Џоан Колинс) је сведочила да је њен бивши супруг насилан што је било штетно по његов случај. Блејк је проглашен кривим за Тедову смрт, али је добио условну казну. Фалон је хладна према Алексис, а Блејк је отворено непријатељски настројен. Због размирица са оцем, Стивен се зближио са својом дуго-одсутном мајком које се једва сећа. Њега је завела наводна посвећеност Алексис коју је Блејк отерао из виле и од деце када је открио да га вара са другим човеком. Стивен је ускоро пробао мачјим отров у епизоди „Алексисина тајна” јер је чуо како је Алексис рекла да Фалон није уопште Блејкова ћерка, а касније је рекла да је њен отац Блејков друг и пословно противник Сесил Колби (Лојд Бохнер). Како га је тајна изједала, пијани Стивен је пао, ударио главу и замало се удавио у базену. Стивен и Блејк су ставили по страни своје несугласица, а рековалесцент Стивен је упознао Кристалину сестричину Семи Џо (Хедер Локлир) у епизоди „Помирење”.
Када је Алексис предложила да би Стивен као једини Блејков наследник требало да се ожени, он је размислио о тој замисли и предложио Клаудији да наставе везу. Стивен и Семи Џо су почели да се забављају иако он није први пут знао како да води љубав са њом. Стивен је запросио Клаудију, али је она пошто је још волела Метјуа одбила па се он вратио Семи Џо. Њих двоје су се венчали у епизоди „Семи Џо и Стивен се венчавају”. Блејк и Алексис нису одобравали тај брак. Брак је ипак кратко трајао јер је Алексис платила Семи Џо да остави Стивена и оде из Денвера у епизоди „Дете”. Фалон је сломило откриће да Блејк није њен отац, али је испитивање крви показало да јесте у епизоди „Пиштољ” док је Стивен пратио Семи Џо у Холивуду. На путу кући у епизоди „Потрес”, Стивен је упознао једног младог згодног мушкарца који је покушао да га уцењује. Стивен га је онда пребио па је ухапшен. 28. априла 1982. године у епизоди „Две принцезе”, Стивен је разговарао са целом породицом и прекорио их због нетрпељивости и елитистичких вредности и рекао им да сви чују да је педер и да га није срамота због тога. Пошто је желео да живи свој живот како он хоће, он је напустио вилу.

#### 3. сезона
У осмој епизоди сезоне „Ла Мираж” Фалон је примила писмо од Стивена који је радио на нафтној платформи на Јаванском мору. Џек Колман ја почео да игра Стивена (иако му лице није виђено) 1. децембра 1981. године у епизоди „Акапулко” кад се десио прасак на нафтној платформи. Блејк и Алексис су одјурили у Индонезију да га траже, али се за Стивена претпоставило да је мртав, а Блејк је одлучио да у то верује. У епизоди „Саманта” се Семи Џо појавила са новорођенчетом за које је рекла да га је направио Стивен.
Када је најавила да ће да гради каријеру манекенке у Њујорку 5. јануара 1983. године у епизоди „Дени”, Семи Џо се надала да ће Блејк и Кристал да јој скину одојче Денија с' врата. У међувремену, Стивен се нашао жив у болници у Сингапуру, а лице му је било у завојима јер је имао тешку пластичну операцију. Алексис је хтела да сама усвоји Денија, али су јој пажњу одвратиле сплетке алавог Адама. Три епизоде касније у епизоди „Огледало” су Стивену скинути завоји, а она је размишљао да пусти породицу да мисли да је мртав, али је његов лекар позвао Блејка. Блејк је препознао сина без обзира на пластичну операцију, али је Стивен одбио да се врати у Денвер, али се предомислио кад му је Блејк рекао за Денија. Стивен се осећајно вратио у вилу Карингтонових у епизоди „Очвеи и синови” где се поново састао са вољенима и упознао свог давно изгубљеног брата Адама и сина Денија. Алексис је признала да је платила Семи Џо да оде из Денвера и рекла је да је Блејк подмитио да остави Денија. Стивен је посетио Семи Џо у Њујорку у епизоди „Доле је млада”, али се вратио сам.
Стивен се нашао у свађи својих родитеља због предлога да се друштва споје које је подстакла лукава Алексис. Блејк се запрепастио кад је Стивен рпихватио мајчину понуду за посао и изнео свој план да се одсели из виле са Денијем. 30. марта 1983. године у епизоди „Вечера”, Стивен је посетио Клаудију у болнициц јер се тамо вратила после још једног слома док он није био ту. Напетости између Блејка и Стивена су још нарасле захваљујући Алексис која је успела да учини да Стивен не оде на вечеру коју је средила Кристал како би се отац и син помирили. На крају треће сезоне у епизоди „Брвнара”, Блејк је открио да Стивен живи са својим заступником Крисом Диганом (Грант Гудив). Пошто је посумњао да су њих двојица више од пријатеља, Блејк је одлучио да тужи Стивена због старатељства над Денијем.

#### 4. сезона
Када је Стивен сазнао за очев план, он и Блејк су се жустро посвађали. Крис је заступао Стивена у парници. Блејк је изнео аргумент да педер не може да буде добар родитељ, а Стивен да би Блејк као осуђени злочинац био још гори. Алексис је сведочила да је Блејк потплатио Семи Џо да остави одојче Денија у Денверу, а Семи Џо да је Стивен лак мушкарац. Клаудија која је недавно пуштена из болнице је рекла Стивену како да победи у парници. Стивен и Клаудија су одлетели у Рено и венчали се. У 67. епизоди „Нежни другови” су награђени старатељством над Денијем. У 72. епизоди су се Стивен и Блејк помирили, а у 74. су Стивен и Клаудија прешли у вилу.
Стивен се забринуо за Клаудијино крхко осећајно стање кад је почела да прима цвеће (љубичице), поклоне и позиве од свог несталог (за кога се претпостављало да је мртав) супруга Метјуа. У својој истрази су Стивен и Клаудија отпутовали у Јужну Америку и били на месту на ком су Метју и Линдзи погинули. Када је Стивен затекао Декса Декстера са љубичицама у друштву "Колби", он је посумњао да је Декс пошиљалац. На крају су открили да је поклоне и позиве слао Морган Хес, лични истражитељ повезан са Алексис. Међутим, Семи Џо је платила Хесу да малтретира пар. Она се вратила у Денвер и рекла да ће се борити за старатељство над Денијем.

#### 5. сезона
Семи Џо је отела Денија и захтевала је 30000 месечно за његов повратак. Ипак, Клаудија је убедила Адама да помогне да се Дени врати па се Семи Џо вратила у Њујорк поражена.
У међувремену је Стивен био узнемирен због мајчиног хапшења због убиства Марка Џенингса, Кристалиног бившег супруга. После дојаве ОТ-у од стране непознате особе, Стивен је позван да сведочи и рекао је како је видео мајку како гура Марка са балкона. Алексис је побеснела и одрекла се Стивена. Њен љубавник Декс је открио да је обрукани бивши конгресмен Нил МекВејн прерушен у Алексис прави убица. Кад је пуштена, Стивен и његова мајка су се помирили кад је она схватила да је у питању забуна око лика па се он вратио да ради у друштву "Колби".
У 91. епизоди су Стивен и његова породица су сазнали да је Фалон погинула у паду ваздухоплова са својим љубавником Питером де Вилбисем. У 96. епизоди је Стивен сазнао да има још једну сестру Аманду рођену после развода његових родитеља коју је подигла Алексисина сестра од тетке. Иако је Алексис у почетку порицала, на крају је ипак признала да је Аманда Блејкова ћерка.
На послу је Стивен упознао сарадника педера Лука Фулера. Иако се Луку свиђао Стивен, веза је на почетку била платонска. Клаудија је ипак била забринута због односа двојице мушкараца па је на крају имала прељубу са Дином Калдвелом. Када је Стивен сазнао за прељубу, он је спавао са Луком. У 105. епизоди „Троуглови” је Стивен одлучио да раскине везу са Луком и помири се са Клаудијом. Ипак, у 110. епизоди је Стивен рекао Клаудији да иако воли њу, он воли и Лука. Клаудија је на наговор Адама одлетела у Мексико да се разведе од Стивена у 112. епизоди. Стивену је веза са Луком затегла однос са Блејком, поготово када је Стивен позвао Лука да иде са њим на свадбу Аманде и краљевића Мајкла од Молдавије.

#### 6. сезона
Стивен је остао сломљеног срца када је Лук погинуо у терористичком нападу током Амандине удаје. Кад се вратио у Денвер, он се зближио са Семи Џо која се помирила са Кристал. Стивен је морао да помогне Блејку који је имао озбиљних тешкоћа са срцем. У 132. епизоди је преплашена Семи Џо признала Стивену да је учествовала у плану да се отме Кристал и замени двојницом. Сазнала је да њени сазавереници трују Блејка. Стивен је спасио оца од лажне Кристал, а Семи Џо је ослободила Кристал.
Кад се Блејк опоравио, он је објавио своје планове да стави Стивена у одбор својих директора. Као део свог посла, Стивен мора да ради са државним сенатором Бартом Фалмонтом који не одобрава пословне планове "Денвер−Карингтона". Док су радили заједно, Стивен и Барт су почели да се свиђају један другом, али су одлучили да не улазе у везу јер Барт још није рекао да је педер. Пошто је имао планове за "Денвер−Карингтон" на уму, Адам је објавио у новинама да Барт крије да је педер. Усред бруке је Барт уклоњен из државног сената. Барт је оптужио Стивена да га је издао због "Денвер−Карингтона", али је Стивен знао да је прави кривац Адам. У међувремену су се Семи Џо и Бартов брат Клеј верили. У 146. епизоди се Стивен забринуо да ће Семи Џо да га тужи за старатељство.

#### 7. сезона
У 155. епизоди је Семи Џо претила Стивену парницом око старатељства. У 157. епизоди је Стивен био узрујан када је открио да се Дени понаша проблематично у школи. Семи Џо је наставила да прети Стивену, али у 163. епизоди њен брзи брак са Клејем је доспео у невоље па су се два дана касније развели. Семи Џо и Стивен су се сложили да ставе по страни своје несугласице због Денија, а у 166. епизоди су се договорили да живе платонски заједно како би Денију пружили обичан живот. У 171. епизоди су се ипак препустили осећањима и водили су љубав. Стивен је још једном био сукобљен због осећања и опредељења. У 172. епизоди је немарно отишао да јаше па се повредио кад га је коњ збацио. Одлучио је да се одсели са ранча Семи Џо и да остави Денија са мајком. Најавио је да ће отићи из Денвера после Адамове свадбе. На жалост, живи и здрави Метју и његови људи су упали на свадбу и узели породицу као таоце.

#### 8. сезона
Након неколико дана заточеништва је Стивен успео да савлада Метјуа и избоде га у другој епизоди сезоне „Опсада (2. део)”. Због догађаја је остао осећајно преплашен па су га убедили да иде код психијатра. Пошто је одлучио да ипак остане у Денверу, он је преузео Блејкову ногометну екипу, а кад је Семи Џо почела да се забавља са беком Џошом Харисом, Стивен се разбеснео. Он је наредио систематски преглед јер је Џошова игра постала непримерена, а Џош како је био зависник од кокаина је отишао из екипе. Џош је запросио Семи Џо, а када је она одбила, он је узео прекомерну количину дроге и убио се. Пошто је био задивљен Стивеновим руковођењем екипе, Блејк га је замолио да води "Денвер−Карингтон" док је он у кампањи за гувернера. Стивену је начин руковођења донео велике сукобе са Адамом, Фалон и Дексом. Стивен је такође рекао Џефу да остави Семи Џо на миру. Ипак, Стивен је стао уз своју породицу кад су открили да Алексисин нови супруг Шон Роуан намерава да уништи Карингтонове. Борећи се са несигурношћу у животу, Стивен је одлучио да ипак оде из Денвера и прегрупише се. 30. марта 1988. у епизоди са висећом судбином „Рулет у Колораду”, Стивен је написао Блејку писмо и објаснио му своју потребу за даљином па је отишао из Денвера. Адам је ипак спалио писмо пре него што га је Блејк нашао и прочитао.

#### На окупу
У време мини-серије Династија: На окупу 1991. године, Стивен је лобиста за очување животне средине у Вашингтону и у дугој вези је са Бартом Фалмонтом који се вратио у Денвер после трогодишњег одсуства између краја серије и мини-серије. Блејк и Стивен су се коначно помирили кад је Блејк прихватио Стивенову и Бартову озбиљну везу.

### Римејк
Пробна епизода римејка Династије је најављена у септембру 2016. године, а Џејмс МекКеј је изабран да глуми Стивена. Нова серија је премијерно почела 11. октобра 2017. године.

#### О лику
Извршни продуцент је рекао да у новој серији „однос Блејка и Стивена није о [Стивеновом] опредељењу. Стивен је у поверењу педер, а Блејк је то прихватио”. Њихов сукоб је место тога усредсређен на очување животне средине и Блејков рад. Извршна продуценткиња Сали Патрик је рекла: „Нисам желела да причам причу о оцу који није задовољан што му је син геј. Није да је [Блејку] то у реду. Можда је постојао тренутак у ком се он борио са тим, а можда је то и резервна прича. Видећемо. Такође сам желела да Стивен буде самопоузданији у то ко је. За нас је било занимљиво да њихов сукоб има везе више са противљењем њихових политичких погледа.” Патрикова је рекла и ово: „Нас је занимало да лик буде узор самоприхватања и поноса, а сукоб са оцем није био зато што је он био хомосексуалац него више о либералности и како је то довело до њиховог разлаза.” Морин Рајан из часописа Променњива је написала „да је као Фалон и он [Стивен] имао прилика да изрази своје огорчење због очевих преварантских начина... Стивен је мање властољубив од своје сестре, али је као и она увучен у Блејкову орбиту.” Мет Зорел Сајц из часописа Суп је написао „[Стивенов] сукобљени став према сопственим повластицама се често косио са његовим само-критиковањем. Он зна да му је тај луксуз ударио у главу, али шта може... Он је открио да му је неко узео 100 долара из џепа и признао је да није ни приметио. Једино особа којој није нешто стало до новца може да буде тако опуштена због губитка истог.”
Серија је такође променила Семи Џо у хомосексуалца Сема "Семија Џоа" Џоунса кога тумачи Рафаел де ла Фуенте. Извршна продуценткиња Стефани Савиџ је рекла: „Пошто је Стивен био одсутан и поносан, имало је смисла да Семи Џо буде мушко”. Патрикова је додала: „Некако је одговарало да му [Стивену] он буде сродна душа.” Она је рекла и: „Обожавам како Стивенов начин и способност да опрости Семију Џоу ствара потпуну супротност Блејковој неспособности да опрости Фалон и тиме се на драматичан начин показује како Стивен може да буде потпуно другачији од свог оца.”

#### Приче
У првој епизоди „Једва те познадох”, Стивен се вратио и открио да му се отац Блејк верио са Кристал, женом коју је у тренутку замрзела његова сестра Фалон. Иако је био близак са Фалон, Стивен се спријатељио са заслужном Кристал и зближио са оцем. Стивен је провео једну ноћ са Семом Џоунсом за кога се касније испоставило да је Кристалин сестрић. Стивен је покушао да не усложњава ствари тако што се одаљио од Сема који је био у вили, али су га победили његова присилна искреност и топлина. Стивен је био умешан у смрт Метјуа Блајздела па се поново сукобио са Блејком за кога је сумњао да је у то умешан. У епизоди „Лично к'о циркус” је Стивен са Семом тражио Метјуов мобилни који је Блејк украо после чега су је и њему украден. Стивен је узнемирио оца када је замолио начелника Стенсфилда да расветли Метјуову смрт, али није био задовољан наводним самоубиство и поруком која то потврђује. Убрзо се Стивен разбеснео кад се Сем покајао и признао своју умешаност у пљачку.

#### Пријем
Морин Рајан из часописа Променњива је рекла да је Џејмс Мекеј "прикладно забаван и привлачан", а Мет Сајц из часописа Суп да је Стивен „најбољи лик до сада”.